# چلنجرز (فیلم)
چلنجرز (به انگلیسی: Challengers) یک فیلم ورزشی رمانتیک آمریکایی محصول ۲۰۲۴ به کارگردانی لوکا گوادانینو و نویسندگی جاستین کوریتزکس است که در آن زندایا، جاش اوکانر و مایک فیست نقش‌آفرینی می‌کنند.
در پی تأخیر در تاریخ اکران اولیهٔ سپتامبر ۲۰۲۳ و کنار گذاشته شدن از جایگاه خود به‌عنوان فیلم افتتاحیه هشتادمین جشنواره بین‌المللی فیلم ونیز به‌دلیل اعتصاب اعتصابات ۲۰۲۳ سگ-افترا، چلنجرز نخستین بار در ۲۶ مارس ۲۰۲۴ در سیدنی، استرالیا نمایش داده شد. این فیلم در ۲۶ آوریل ۲۰۲۴ توسط آمازون ام‌جی‌ام استودیوز در ایالات متحده اکران شد. این فیلم با نقدهای مثبتی از سوی منتقدان روبه‌رو شد.

## طرح داستان
همسر و مربی یک تنیس‌باز مشهور در وسط یک بازی، او را برای یک ای‌تی‌پی چلنجر تور ثبت‌نام می‌کنند، اما متوجه می‌شوند که او با معشوق سابق همسرش رقابت خواهد کرد.

## بازیگران
- زندایا در نقش تشی دونالدسون
- مایک فیست در نقش آرت دونالدسون
- جاش اوکانر در نقش پاتریک تسوایگ

## تولید

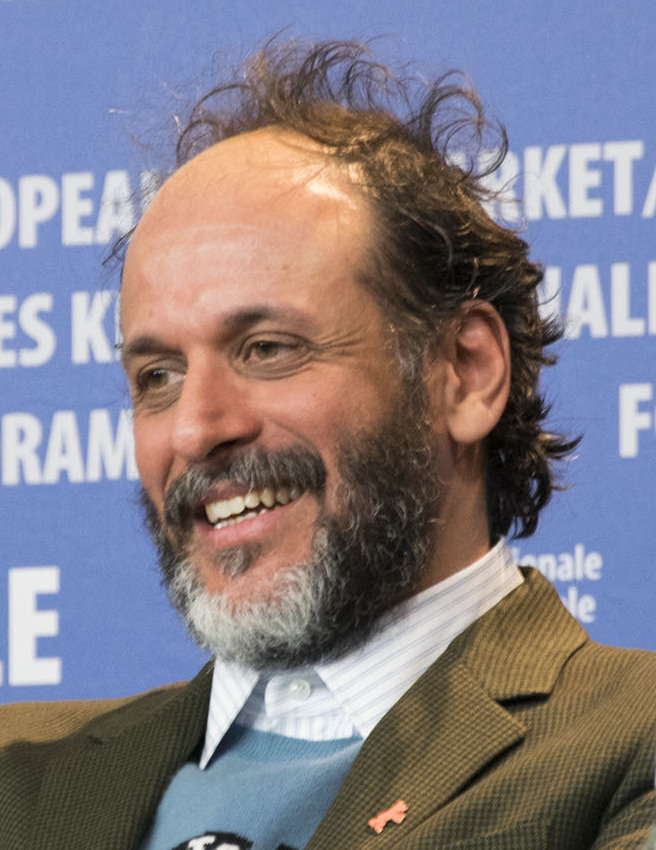
لوکا گوادانینو کارگردان فیلم

در فوریه ۲۰۲۲ اعلام شد که مترو گلدوین مایر فیلمی را به کارگردانی لوکا گوادانینو و نقش‌آفرینی زندایا، جاش اوکانر و مایک فیست خواهد ساخت. زندایا همچنین به عنوان تهیه‌کننده در این فیلم حضور دارد. سایومبو موکدیپروم به عنوان فیلمبردار فعالیت می‌کند. گوادانینو در مصاحبه ای با کلایدر در سال ۲۰۲۲ از اِیمی پاسکال، زندایا و فیلمنامهٔ کوریتزکس، به عنوان الهام‌بخش ساخت این فیلم نام برد.
تصویربرداری اصلی در ۳ مه ۲۰۲۲ در بوستون آغاز شد، که در آنجا یک فراخوان بازیگری برای ساکنان محلی برای تست بازیگری برای نقش تنیس‌بازان، عوامل اضافی عمومی و سایر نقش‌های فرعی برگزار شد. زندایا برای آماده‌شدن برای نقش خود، سه ماه را با برد گیلبرت، بازیکن حرفه‌ای تنیس که به مربی تبدیل شده بود، تمرین کرد. فیلمبرداری در و اطراف محله‌های بک بی و بوستون شرقی انجام شد. فیلمبرداری در ۲۶ ژوئن ۲۰۲۲ به پایان رسید. گوادانینو در حین تولید پروژهٔ تلماسه: بخش دو از زندایا در سِت بازدید کرد تا صداگذاری را برای چلنجرز تکمیل کند. ترنت رزنر و آتیکوس راس آهنگسازی این فیلم را بر عهده دارند که قبلاً با گوادانینو در استخوان‌ها و همه کار کرده بودند. مراحل پساتولید تا آوریل ۲۰۲۳ به پایان رسید.

## انتشار
این فیلم ابتدا قرار بود در ۱۱ اوت و ۱۵ سپتامبر ۲۰۲۳ اکران شود. همچنین انتظار می‌رفت چلنجرز به‌عنوان فیلم افتتاحیه در هشتادمین جشنواره فیلم ونیز نمایش داده شود اما تاریخ نمایش به تأخیر افتاد و به‌دلیل اعتصابات ۲۰۲۳ سگ-افترا در آن زمان، آمازون ام‌جی‌ام استودیوز فیلم را از جشنواره بیرون کشید.
چلنجرز برای نخستین بار در ۲۶ مارس ۲۰۲۴ در سیدنی، استرالیا به نمایش درآمد؛ پس از آن در پاریس، لندن و در سالن نمایش چینی گرامن در لس آنجلس نمایش داده شد. این فیلم در ۲۶ آوریل ۲۰۲۴ در ایالات متحده منتشر شد. این فیلم در سینماهای فرانسه اکران نخواهد شد و از آمازون پرایم ویدئو پخش خواهد شد.

## بازخورد

### فروش
تا ۲۸ آوریل ۲۰۲۴، چلنجرز ۴۰ میلیون دلار در ایالات متحده و کانادا و ۳۰٫۸ میلیون دلار در سایر مناطق کسب کرده است که در کل جهان ۷۰٫۸ میلیون دلار است.
در ایالات متحده و کانادا، چلنجرز در کنار فیلم‌های پسر جهان را می‌کشد و Unsung Hero اکران شد و پیش‌بینی می‌شد در آخر هفته افتتاحیه خود از ۳.۴۷۷ سینما ۱۲ تا ۱۵ میلیون دلار بفروشد. این فیلم در روز اول اکران ۶٫۲ میلیون دلار از جمله ۱٫۹ میلیون دلار در پیش نمایش پنجشنبه شب فروش داشت. این فیلم برای اولین بار به ۱۵ میلیون دلار رسید و در صدر گیشه قرار گرفت و بهترین آخر هفته افتتاحیه داخلی حرفه گوادانینو و زندایا برای یک فیلم غیر IP را به خود اختصاص داد.

### نظر منتقدان
در وبگاه جمع‌آوری نقد راتن تومیتوز، ٪۸۸ از ۳۱۱ بررسی منتقدان مثبت است و میانگینِ امتیاز آن ۸/۱۰ است. اجماع این وبگاه چنین می‌نویسد: «با اتحاد سه‌نفره از بازیگران برجسته‌ای که بدون اینکه توپ را از دست دهند، قدرت ستاره‌شان را به جلو و عقب می‌رانند، چلنجرز یک بازی پرهیاهو و سکسی روی زمین تنیس است.» این فیلم در متاکریتیک که از میانگین وزنی استفاده می‌کند، بر اساس نظر ۶۲ منتقدین امتیاز ۸۲ از ۱۰۰ را کسب کرده که نشان‌گر «تحسین همگانی» است. تماشاگران شرکت‌کننده در نظرسنجی سینماسکور به فیلم نمره متوسط «B+» در مقیاس A+ تا F داده‌اند، در حالی که افراد شرکت‌کننده در نظرسنجی پست ترک به آن نمره کلی ۷۷ درصد مثبت دادند و ۵۹ درصد گفتند که قطعاً آن را توصیه می‌کنند.